# Mercè Perea i Conillas
Mercè Perea i Conillas (l'Hospitalet de Llobregat, 22 de novembre de 1966) és una política catalana, diputada al Congrés dels Diputats en la XI legislatura, filla de l'escriptor i lluitador social Pedro Perea Hernández.
Llicenciada en Dret per la Universitat de Bolonya, ha exercit com a advocada especialitzada en dret de família. Militant del PSC-PSOE, és secretària de política municipal del PSC de l'Hospitalet de Llobregat i membre del Consell Nacional del PSC. A les eleccions municipals espanyoles de 2007, 2011 i 2015 fou escollida regidora de l'ajuntament de l'Hospitalet de Llobregat. De 2007 a 2015 ha estat tinent d'Alcalde de Seguretat Ciutadana i d'hisenda i recursos generals, així com regidora del Districte I (Centre, Sant Josep i Sant Feliu).
Considerada col·laboradora propera de Carme Chacón Piqueras, fou escollida diputada pel PSC-PSOE a les eleccions generals espanyoles de 2015 i 2016.